# Houston Grand Opera
Lo Houston Grand Opera, abbreviato in HGO, è uno dei principali teatri d'opera del Texas. Si trova a Houston e fu fondato nel 1955 da Walter Herbert, Louis Lobit ed Edward Bing.
Nel 1974 avviene la prima assoluta di The Seagull di Thomas Pasatieri con Frederica von Stade, nel 1976 di Bilby's Doll di Carlisle Floyd con Catherine Malfitano, nel 1981 di Willie Stark di Floyd diretta da John DeMain con Timothy Nolen, Bruce Ford e Lowell Thomas, nel 1983 di A Quiet Place di Leonard Bernstein, nel 1987 di Nixon in China di Adams diretta da Edo de Waart, nel 1988 di The Making of the Representative for Planet 8 di Philip Glass, nel 1989 di Where's Dick di Stewart Wallace e di New Year di Michael Tippett, nel 1991 di Atlas di Meredith Monk, nel 1992 di Desert of Roses di Robert Moran, nel 1994 di The Dracula Diary di Moran, nel 1995 di Harvey Milk (opera) di Wallace, nel 1996 di Florencia en el Amazonas di Daniel Catán, nel 1998 di Little Women di Mark Adamo con Joyce DiDonato, nel 1999 di Resurrection di Tod Machover e nel 2000 di Cold Sassy Tree di Floyd.